# Континуирана брига
Континуирана брига су координисани напори различитих организација или делова једне организације да обезбеде адекватне услуге потребама клијената на дужи временски рок. Подразумева и континуитет пружања услуга код клијента који прелазе из једног облика услуга и заштите у други (здравствене и социјалне установе, услуге које се пружају у кући или дневним центрима и сл.). Континум услуга подразумева бригу за добробит клијената и схватање да она не зависи само од медицинске бриге већ и од других услуга.